# Rio Călimănuţul
O Rio Călimănuţul é um rio da Romênia, afluente do Rio Călimănelul cel Limpede, localizado no distrito de Harghita.